# Byrsonima smallii
Byrsonima smallii är en tvåhjärtbladig växtart som beskrevs av Fawcett och Rendle. Byrsonima smallii ingår i släktet Byrsonima och familjen Malpighiaceae. Inga underarter finns listade i Catalogue of Life.